# Comuna Drimailivka, Kulîkivka
Drimailivka (în ucraineană Дрімайлівка) este o comună în raionul Kulîkivka, regiunea Cernihiv, Ucraina, formată din satele Budîșce și Drimailivka (reședința).

## Demografie
Componența lingvistică a comunei Drimailivka
     Ucraineană (98,42%)
     Rusă (1,48%)
     Alte limbi (0,11%)
Conform recensământului din 2001, majoritatea populației comunei Drimailivka era vorbitoare de ucraineană (98,42%), existând în minoritate și vorbitori de rusă (1,48%).